# 昭和歌謡大全集 (テレビ番組)
『昭和歌謡大全集』（しょうわかようだいぜんしゅう）は、1992年から2007年までテレビ東京系列局で主に2月 - 3月までの月末と8月末 - 9月初めまでの年に2回ずつ放送されていたテレビ東京製作の歌謡番組である。

## 概要
初回放送分は、テレビ東京開局25周年の特別番組の1つとして製作・放送された。1回限りで終了する予定だったが、大反響を呼んだために期首恒例特別番組へと昇格した。番組開始当初は20%近い視聴率を、放送末期においても8% - 9%前後を記録した。
司会は玉置宏と水前寺清子が担当。当初は東京12チャンネル時代のテレビ東京で放送された歌謡番組『なつかしの歌声』に司会者の1人として出演していたコロムビア・トップがご意見番（戦前 - 戦中コーナー担当司会）として出演していたが、第22弾（2004年3月放送）の放送後に病没している。その他には、2003年から司会として参加し、後に「歌のふるさとをたずねて」担当となったうつみ宮土理がいる。2004年にはコロッケも司会の1人として参加していた。
番組内容は、長らく視聴者のリクエストを加味して戦前・戦中・戦後（昭和初期 - 昭和30年代）を年代順に振り返るのを中心に、歌う映画スターの特集を組んだり、回と回の間に逝去した歌手を偲んだりするという構成を取っていたが、マンネリ化を防ぐために様々な試みが為された。その一環として、昭和40年代以降の曲も取り上げたり（山口百恵らが取り上げられたこともあった）、「歌のふるさとをたずねて」「カラオケベスト10」「著名人に聞く思い出の歌」といったコーナーを実施したり、放送時間および放送回数の縮小（1999年 - 2001年は年1回・2時間の放送だった）などを行ったりしていた。
番組中に放送のVTRには、基本的にテレビ東京が過去に放送していた『なつかしの歌声』『演歌の花道』『にっぽんの歌』『夏祭りにっぽんの歌』『年忘れにっぽんの歌』『日本歌手協会歌謡祭』の映像を用いていた。中でも『なつかしの歌声』は東京12チャンネル時代のテレビ東京の看板番組であり、最も多くの映像が使われていた。また、この『昭和歌謡大全集』のテーマ音楽およびオープニングナレーション「老いたる者には過ぎにし青春の郷愁を、若人には呼べど逝にて再び帰り来たらぬ古の幻を、いざ楽しまんかな『昭和歌謡大全集』」は、同番組のテーマを流用したものである。オープニングナレーションはコロムビア・トップが担当し、トップの没後も過去に録音した音源を使用していた。
この番組の最大の売りは、放送時点で既にこの世を去っている歌手や、VTRが残っていなかったり、残っていても放送のチャンスが無く他局では見ることのできない歌手および歌の映像を放送していたことにあり、既に鬼籍に入って久しい戦前から戦後を代表する歌手の映像を観ることのできる数少ない番組であった。また、取り上げた歌を歌った人物（あるいはその子息をはじめとする関係者）をスタジオに集め、当時の思い出やその後の近況を語る姿も番組の大きな特徴であった。ただし、最終回にあたる第29弾（2007年8月15日放送）では、司会の玉置と水前寺のみで進行した。
オープニング・エンディング及び提供クレジット時は片山光俊作曲「なつかしの歌声のテーマ」のインストゥルメンタル（オフヴォーカル）版が流れた。
2008年、司会の玉置が「ラジオ名人寄席不正音源使用事件」の責を負って当番組も降板し、これに際して司会交代ではなく番組そのものをリニューアルすることとなり、15年の歴史に幕を下ろした。

## 番組が取り上げた歌手・歌

### あ行
- 青江三奈
  - 恍惚のブルース / 伊勢佐木町ブルース
- 青山和子
  - 愛と死をみつめて
- 赤坂小梅
  - ほんとにそうなら / 黒田節
- 天地真理
  - 虹をわたって / 恋する夏の日
- 石川さゆり
  - 天城越え / 波止場しぐれ / 夫婦善哉
- 市丸
  - 三味線ブギ / 天竜下れば / ちゃっきり節
- 伊藤咲子
  - ひまわり娘 / 乙女のワルツ
- 伊藤久男
  - イヨマンテの夜 / 暁に祈る / あざみの歌 / 高原の旅愁 / 建設の歌 / 山のけむり
- 植木等
  - スーダラ節 / ハイそれまでョ
- 海原千里・万里
  - 大阪ラプソディー
- エト邦枝
  - カスバの女
- 榎本健一
- 江利チエミ
  - テネシーワルツ
- 欧陽菲菲
  - 雨の御堂筋 / ラヴ・イズ・オーヴァー
- 大津美子
  - 東京アンナ / ここに幸あり / いのちの限り / 東京は恋人
- 岡晴夫
  - 憧れのハワイ航路 / 啼くな小鳩よ / 東京の花売り娘 / 逢いたかったぜ/青春のパラダイス
- 岡本敦郎
  - 高原列車は行く / 白い花の咲く頃 / あこがれの郵便馬車
- 音丸
  - 船頭可愛や
- 小畑実
  - 勘太郎月夜唄 / 高原の駅よ、さようなら / 湯島の白梅（婦系図の歌） / 星影の小径 / 長崎のザボン売り

### か行
- 神楽坂はん子
  - ゲイシャワルツ
- 春日八郎
  - 赤いランプの終列車 / 別れの一本杉 / 山の吊橋 / お富さん / 長崎の女
- 金田たつえ
  - 花街の母
- 北原謙二
  - 若いふたり / ふるさとのはなしをしよう
- 霧島昇
  - 誰か故郷を想わざる / 旅の夜風 / 三百六十五夜 / 一杯のコーヒーから（霧島のみ） / 若鷲の歌
- 黒木憲
  - 霧にむせぶ夜
- 黒沢明とロス・プリモス
  - ラブユー東京 / たそがれの銀座
- 小唄勝太郎
  - 島の娘 / 明日はお発ちか（音盤等においては『明日はお立ちか』）
- 小柳ルミ子
  - 瀬戸の花嫁

### さ行
- 西郷輝彦
  - 星のフラメンコ
- 坂本九
  - 上を向いて歩こう / 見上げてごらん夜の星を
- 佐良直美
  - 世界は二人のために
- 東海林太郎
  - 赤城の子守唄 / 名月赤城山 / 国境の町 / 麦と兵隊 / 野崎小唄 / 旅笠道中 / むらさき小唄（共唱、島倉千代子） / すみだ川（共唱、島倉千代子） / 琵琶湖哀歌（共唱、小笠原美都子）
- 城卓矢
  - 骨まで愛して
- 杉狂児
  - うちの女房にゃ髭がある（共唱、美ち奴）
- 鈴木三重子
  - 愛ちゃんはお嫁に

### た行
- 高田浩吉
  - 大江戸出世小唄 / 白鷺三味線 / 鴛鴦道中（共唱、高田美和）
- 高峰三枝子
  - 湖畔の宿 / 宵待草 / 南の花嫁さん / 懐しのブルース / 別れのタンゴ / 情熱のルムバ
- 竹山逸郎
  - 異国の丘 / 月よりの使者（共唱、平野愛子）
- 田谷力三
  - 恋はやさし野辺の花よ / 美しき天然（共唱、羽衣歌子）
- 千葉紘子
  - 折鶴
- 鶴田浩二
  - 赤と黒のブルース / 好きだった / 街のサンドイッチマン / 傷だらけの人生
- 鶴田六郎
  - 港の恋唄
- ディック・ミネ
  - 人生の並木路 / 旅姿三人男 / 夜霧のブルース / 或る雨の午後 / ダイナ
- テレサ・テン
  - 空港 / 時の流れに身をまかせ

### な行
- 奈良光枝
  - 青い山脈（奈良のみ） / 赤い靴のタンゴ / 悲しき竹笛（共唱、近江俊郎）
- 西崎みどり
  - 旅愁
- 日本橋きみ栄
  - 蛇の目のかげで

### は行
- 灰田勝彦
  - 燦めく星座 / 新雪 / アルプスの牧場 / 鈴懸の径 / 加藤隼戦闘隊 / 東京の屋根の下 / 野球小僧/ 森の小径
- 箱崎晋一郎
  - 熱海の夜
- 羽衣歌子
  - 女給の唄 / 美しき天然
- 服部富子
  - 小雨の丘（台詞無し）
- ヒデとロザンナ
  - 愛の奇跡 / 愛は傷つきやすく
- 平野愛子
  - 港が見える丘 / 君待てども / 月よりの使者（共唱、竹山逸郎）
- 平山みき
  - 真夏の出来事
- 伏見信子
  - 花言葉の唄（共唱、岡本敦郎）
- 藤山一郎（番組にVTRでコメントを寄せたことがある）
  - 丘を越えて / 東京ラプソディ / 長崎の鐘 / 影を慕いて / 酒は涙か溜息か / 男の純情 / 燃ゆる御神火
- 藤原亮子
  - 月よりの使者（藤原のみ）
- 二葉百合子
  - 岸壁の母
- フランク永井
  - 有楽町で逢いましょう / 銀座の恋の物語 / 夜霧の第二国道 / 羽田発7時50分 / 東京ナイト・クラブ / 霧子のタンゴ / 西銀座駅前

### ま行
- 槇みちる
  - 若いってすばらしい
- 松尾和子
  - 東京ナイトクラブ / 誰よりも君を愛す / 再会 / お座敷小唄
- 松山恵子
  - だから云ったじゃないの / お別れ公衆電話 / アンコ悲しや / 十九の浮草
- 美空ひばり
  - 悲しき口笛 / 東京キッド / 越後獅子の歌 / ひばりの花売娘 / 港町十三番地 / 花笠道中 / 車屋さん / 柔 / 悲しい酒 / 愛燦燦 / 川の流れのように / 人生一路 / リンゴ追分
- 美ち奴
  - あゝそれなのに / うちの女房にゃ髭がある（共唱、杉狂児）
- 三波春夫
  - チャンチキおけさ / 大利根無情 / 雪の渡り鳥 / 俵星玄蕃
- 三善英史
  - 雨 / 円山・花町・母の町

### や行
- 山田太郎
  - 新聞少年
- 由紀さおり
  - 夜明けのスキャット / 手紙 / ルーム・ライト
- 湯原昌幸
  - 雨のバラード

### わ行
- 若原一郎
  - おーい中村君 / 吹けば飛ぶよな / 山陰の道 / サーカスの唄
- 若山彰
  - 喜びも悲しみも幾歳月
- 和田弘とマヒナスターズ
  - 泣かないで / 好きだった / 誰よりも君を愛す / お座敷小唄 / 愛して愛して愛しちゃったのよ
- 渡辺はま子
  - 蘇州夜曲 / 桑港のチャイナ街 / 愛国の花 / 雨のオランダ坂

## スタジオ出演した歌手

### あ行
- あいざき進也
  - 恋のリクエスト
- 青木光一
  - 柿の木坂の家 / 早く帰ってコ / 小島通いの郵便船 / 僕は流しの運転手 / 元気でね左様なら
- 青葉笙子
  - 鴛鴦道中 / ほんとにほんとにご苦労ね
- 青山和子
  - 愛と死をみつめて
- 天地真理
  - 水色の恋 / ひとりじゃないの / 恋する夏の日
- 安倍里葎子
  - 愛のきずな
- あべ静江
  - みずいろの手紙 / コーヒーショップで
- アグネス・チャン
  - ひなげしの花
- 麻丘めぐみ
  - わたしの彼は左きき
- 愛田健二
  - 京都の夜
- 淡谷のり子
  - 別れのブルース / 雨のブルース / 君忘れじのブルース
- 安藤まり子
  - 毬藻の唄
- 池真理子
  - 愛のスイング / ボタンとリボン
- 井沢八郎
  - ああ上野駅
- 市丸
  - 天竜下れば / 三味線ブギウギ / ちゃっきり節
- 伊藤咲子
  - きみ可愛いね
- 内田あかり
  - 浮世絵の街
- ウィリー沖山
  - 山の人気者
- 榎本美佐江
  - 十三夜 / お俊恋唄 / 後追い三味線
- 扇ひろ子
  - 新宿ブルース
- 近江俊郎
  - 湯の町エレジー / 山小屋の灯 /
- 小野巡
  - 音信はないか
- 大津美子
  - ここに幸あり / 東京アンナ / 銀座の蝶 / いのちの限り / 東京は恋人
- 小笠原美都子
  - 十三夜 / 琵琶湖哀歌（共唱、東海林太郎）
- 小川知子
  - ゆうべの秘密
- 尾崎紀世彦
  - また逢う日まで
- 岡本敦郎
  - 白い花の咲く頃 / 高原列車は行く / あこがれの郵便馬車 / 花言葉の唄（共唱、伏見信子） / さくら貝の唄
- 織井茂子
  - 君の名は / 黒百合の歌

### か行
- 神楽坂浮子
  - 十九の春 / 明治一代女
- 川田正子
  - とんがり帽子（鐘の鳴る丘） / みかんの花咲く丘 / 夢のおそり / かわいい魚屋さん（川田孝子とデュオ）
- 川田孝子
  - かわいい魚屋さん（川田正子とデュオ）
- 神戸一郎
  - 銀座九丁目水の上 / 十代の恋よさようなら
- 菊池章子
  - 星の流れに / 岸壁の母 / 真白き富士の嶺 / 旅の夜風（共唱、霧島昇）
- 北原謙二
  - ふるさとのはなしをしよう / 若いふたり
- 北原ミレイ
  - ざんげの値打ちもない
- 楠トシエ
  - 毒消しゃいらんかね
- 久保幸江
  - トンコ節 / ヤットン節
- 久保浩
  - 霧の中の少女
- 高英男
  - 雪の降る街を
- こまどり姉妹
  - ソーラン渡り鳥 / 浅草姉妹 / 三味線姉妹
- 胡美芳
  - 夜来香
- コロムビア・ローズ（初代）
  - 東京のバスガール / 銀座の柳 / 東京行進曲（共唱、三浦洸一）
- 今陽子（ピンキーとキラーズ）
  - 恋の季節（デューク・エイセスがコーラスを担当した映像も放送）

### さ行
- 斉藤京子
  - お花ちゃん
- さくらと一郎
  - 昭和枯れすすき
- 佐々木新一
  - あの娘たずねて
- 笹みどり
  - 下町育ち
- 五月みどり
  - おひまなら来てね / 一週間に十日来い / 温泉芸者
- 三条町子
  - かりそめの恋
- 塩まさる
  - 九段の母 / 軍国子守唄
- 島倉千代子
  - からたち日記 / 東京だョおっ母さん / りんどう峠 / 東京の人さようなら / 逢いたいなァあの人に / すみだ川（東海林太郎とのデュオ映像も放送） / むらさき小唄（東海林太郎とのデュオ） / 人生いろいろ
- 城みちる
  - イルカに乗った少年
- 白鳥みづえ
  - 親子舟唄（田端義夫とのデュオ）
- 白根一男
  - はたちの詩集 / 次男坊鴉
- 新川二朗
  - 東京の灯よさようなら
- 水前寺清子
  - いっぽんどっこの唄 / 涙を抱いた渡り鳥 / 大勝負 / 三百六十五歩のマーチ
- 菅原都々子
  - 連絡船の唄 / 江の島エレジー / 月がとっても青いから
- 曽根史朗
  - 若いお巡りさん

### た行
- 平浩二
  - バス・ストップ
- 高石かつ枝
  - 旅の夜風（共唱、霧島昇）
- 高田恭子
  - みんな夢の中
- 高田美和
  - 鴛鴦道中（共唱、高田浩吉）
- 竹越ひろ子
  - 東京流れ者
- 田代みどり
  - パイナップル・プリンセス
- 田代美代子
  - 愛して愛して愛しちゃったのよ（マヒナスターズとのデュオ）
- 田辺靖雄
  - いつもの小径で
- 田端義夫
  - かえり船 / 玄海ブルース / ふるさとの燈台 / 島育ち / 大利根月夜 / 女の階級 / 親子舟唄（共唱、白鳥みづえ）
- 多摩幸子
  - 北上夜曲（マヒナスターズとのデュオ）
- 千賀かほる
  - 真夜中のギター
- 千葉紘子
  - 折鶴
- デューク・エイセス
  - 女ひとり / 椰子の実 / 恋の季節（今陽子のコーラスとして）

### な行
- 仲宗根美樹
  - 川は流れる
- 中村晃子
  - 虹色の湖
- 渚ゆう子
  - 京都の恋
- 並木路子
  - リンゴの唄 / 森の水車
- にしきのあきら
  - もう恋なのか
- 西口久美子（青い三角定規）
  - 太陽がくれた季節
- 西崎みどり
  - 旅愁
- 野村将希
  - 一度だけなら

### は行
- 畠山みどり
  - 出世街道 / 恋は神代の昔から
- 橋幸夫
  - 潮来笠 / 恋をするなら / 霧氷
- 花村菊江
  - 潮来花嫁さん
- バーブ佐竹
  - 女心の唄
- 浜村美智子
  - バナナ・ボート
- 林伊佐緒
  - ダンスパーティーの夜 / 高原の宿 / 出征兵士を送る歌 / 長崎の女 / 月月火水木金金
- 林寛子
  - 素敵なラブリーボーイ
- 一節太郎
  - 浪曲子守唄
- 日吉ミミ
  - 男と女のお話
- 平尾昌晃
  - 星は何でも知っている
- 弘田三枝子
  - 人形の家
- 藤島桓夫
  - かえりの港 / 月の法善寺横町 / お月さん今晩は
- 藤本二三代
  - 好きな人 / 祇園小唄
- 二葉あき子
  - さよならルンバ / 古き花園 / フランチェスカの鐘 / 水色のワルツ / 夜のプラットホーム / 恋の曼珠沙華
- 二葉百合子
  - 岸壁の母
- 舟木一夫
  - 高校三年生 / 学園広場
- ペギー葉山
  - 南国土佐を後にして
- 辺見マリ
  - 経験

### ま行
- 松尾和子
  - 誰よりも君を愛す / 再会 / 東京ナイト・クラブ
- 松島詩子
  - マロニエの木陰 / 喫茶店の片隅で
- 松山恵子
  - 十九の春 / アンコ悲しや / だからいったじゃないの / 未練の波止場 / お別れ公衆電話
- 黛ジュン
  - 天使の誘惑
- 三浦洸一
  - 踊り子 / 街燈 / 落葉しぐれ / 東京の人 / 東京行進曲（共唱、コロムビアローズ）
- 美樹克彦
  - 花はおそかった
- 三沢あけみ
  - 島のブルース
- 三田明
  - 美しい十代 / カリブの花 / 明日は咲こう花咲こう
- 三橋美智也
  - 哀愁列車 / おんな船頭唄 / リンゴ村から / 星屑の町 / 古城 / 達者でナ
- 三船浩
  - 男のブルース / 夜霧の滑走路
- 宮路オサム（殿さまキングス）
  - なみだの操
- 宮史郎（ぴんから兄弟）
  - 女のみち
- 三善英史
  - 雨
- 村木賢吉
  - おやじの海
- 村田英雄
  - 王将 / 無法松の一生 / 人生劇場 / 花と竜 / 皆の衆
- 森田健作
  - さらば涙といおう
- 守屋浩
  - 僕は泣いちっち
- 森山加代子
  - 白い蝶のサンバ

### や行
- 山田真二
  - 哀愁の街に霧が降る
- 山本リンダ
  - どうにもとまらない
- 雪村いづみ
  - はるかなる山の呼び声（シェーン）
- 湯原昌幸
  - 雨のバラード

### ら行
- ロザンナ（ヒデとロザンナ）
  - 愛の奇跡 / 愛は傷つきやすく

### わ行
- 若山彰
  - 喜びも悲しみも幾歳月
- 渡辺マリ
  - 東京ドドンパ娘
- 和田弘とマヒナ・スターズ
  - 泣かないで / お百度こいさん / 愛して愛して愛しちゃったのよ / 北上夜曲 / 夜霧の空の終着駅

## 歌手以外でスタジオ出演した人物
- 坂本紀男（霧島昇の長男、東京音楽大学教授）
- 片山光俊（『なつかしの歌声』のテーマ音楽作曲者）
- 水谷良一（服部良一の甥、『なつかしの歌声』の指揮者）
- 水島道太郎（俳優） - 自身の主演映画「地獄の顔」の主題歌「夜霧のブルース」をディック・ミネとデュエットした映像が放送された。また、番組の素材元「にっぽんの歌」などへも歌手として出演。
- ほか